# Съветско-югославски отношения
Съветско-югославските отношения (на руски: Советско-югославские отношения; на сърбо-хърватски: Odnosi Sovjetskog Saveza i Jugoslavije, Односи Совјетског Савеза и Југославије; на словенски: Odnosi med Sovjetsko zvezo in Jugoslavijo; на македонска литературна норма: Односите Советски Сојуз-Југославија) представляват исторически външнополитически отношения между Съветския съюз и Югославия (включително Кралство Югославия 1918 – 1941 и Социалистическа федеративна република Югославия 1945 – 1992). И двете държави престават да съществуват с разпадането на Съветския съюз (1988 – 1991) и разпадането на Югославия (1991 – 1992).
Отношенията между двете страни се развиват много двусмислено. До 1940 г. те са открито враждебни, през 1948 г. отново се влошават, а през 1949 г. напълно се прекъсват. В периода 1953 – 1955 г. двустранните отношения са възстановени с подписването на Белградската декларация, но до разпадането на Югославия те остават много сдържани. Отношенията със Съветския съюз са от първостепенно значение за Белград, тъй като те или тяхната липса помагат на страната да развие принципа на равно отдалечаване през Студената война, на който се основава югославската политика на необвързаност.
Макар двете държави да не са географски близо, те са предимно славянски и споделят значителни източноправославни традиции, особено отразени в историческите отношения преди Първата световна война между Руската империя, Княжество Сърбия и Княжество Черна гора. Значителните исторически, културни и политически връзки обаче не се отразяват в близки двустранни отношения, като напреженията и стратегическите разделения продължават почти през цялото съществуване на Югославия и Съветския съюз. Едва през юни 1940 г. Кралство Югославия официално признава СССР и установява дипломатически отношения, като става една от последните европейски държави, които го правят.
През 60-те и 80-те години на 20-ти век търговията между двете страни е значителна и се увеличава до 1985 г. СССР се превръща във важен потребител на югославски културни продукти, като публикува преводи на книги от югославски автори и представя югославски филми.
Докато в случая със Съветския съюз, Руската федерация е международно призната за единствен наследник – при разпадането на Югославия наследството е споделено между пет равноправни суверенни държави-наследници. Въпреки това Сърбия и Руската федерация признават продължението на всички междудържавни документи, подписани между двете страни от 1940 г. Хърватия, използвайки принципите и законодателните процедури за държавно наследяване, официално признава някои от старите споразумения, като Споразумението за научно и техническо сътрудничество от 1955 г., Споразумението за културно, научно и образователно сътрудничество от 1974 г. и Споразумението за признаване на висшите образователни квалификации от 1988 г.

## История

### Междувоенен период
След края на Гражданската война в Русия през 1922 г. с победа на болшевиките, отношенията в междувоенния съюз на Кралство Югославия и Съветския съюз остават хладни. От 1920 г. правителството на Кралство СХС (Сърби, Хървати и Словенци) приема десетки хиляди антиболшевишки руски бежанци, предимно такива, които бягат след окончателното поражение на Руската армия под командването на генерал Пьотър Врангел в Крим през ноември 1920 г. Гостоприемството е обяснено като жест на благодарност за намесата на Русия на страната на Сърбия в началото на Първата световна война.
Кралство СХС става дом за 40 000 изгнаници от Руската империя. През 1921 г., по покана на сръбския патриарх Димитрий, ръководството на Руската църква в изгнание се премества от Константинопол в Сърбия. През септември 1922 г. в Карловци (до 1920 г. седалище на разпуснатата Карловацка патриаршия) е създадена де факто независима църковна администрация, която няколко години по-късно се институционализира като Руската православна църква.

### Втората световна война
След военните успехи на югославските партизани новите власти в страната се стремят да получат международно признание от Съветския съюз, Обединеното кралство и Съединените щати в опозиция на югославското правителство в изгнание. Москва и Лондон са добре информирани за събитията през Втората световна война в Югославия още през есента на 1941 г. Преди Московската конференция през октомври 1943 г. Тито информира съветските власти, че неговото движение не признава правителството в изгнание и че ще попречи на краля на Югославия да се завърне в страната, тъй като това може да предизвика гражданска война.
Москва е сдържана и резервирана в подкрепата си към югославските партизани, страхувайки се, че това може да настрои западните съюзници срещу тях. Съветите са раздразнени от радикализма на Втората сесия на Антифашисткото събрание за народно освобождение на Югославия, която е организирана без предварителни консултации със Съветския съюз. Въпреки това, съветската армия оказва помощ чрез изпращане на оръжия на югославските партизани, основно пушки и картечници. Съветска военна делегация към югославските партизани пристига през февруари 1944 г., докато британска делегация отдавна е там от февруари 1942 г.
Тито напуска остров Вис на 19 септември 1944 г., а на 21 септември се среща със Сталин в Москва. С подкрепата на западните съюзници в логистиката и въздушната мощ, както и със съветски сухопътни войски в последния етап на войната по време на Белградската офанзива, партизаните в крайна сметка поемат контрола над цялата страна, включително граничните региони на Триест и Каринтия. Въпреки значителната съветска подкрепа в последния етап на войната, особено в североизточната част на страната (Войводина, Славония, Белград), югославските комунисти, за разлика от повечето източноевропейски комунисти, не базират победата си основно на Червената армия.
Съветският съюз се съгласява да не третира освободените северни части на Югославия като окупирани територии (както останалите територии в Европа) и ежедневният живот да бъде организиран от местната гражданска администрация. По време на шестмесечното присъствие на Червената армия в Югославия гражданските власти докладват за 1219 случая на изнасилване, 359 опита за изнасилване, 111 убийства, 248 опита за убийство и 1204 грабежа с причиняване на телесни повреди.
Тито изразява възмущението си от тези събития и от усилията за набиране на югославски войници и полицаи в съветските тайни служби. По време на среща с Андрей Хебранг през януари 1945 г. Сталин споменава за докладите за неподходящо поведение, но подчертава, че това са изолирани случаи. По-късно същата година, по време на нова среща между Сталин и Тито, югославският лидер отново се оплаква от случаи на изнасилвания в Белград, на което съветският лидер не отговаря.

### Студената война

#### Период на сближаване (1945 – 1948)
Социалистическа Югославия (обявена на 29 ноември 1945 г.) е призната от СССР на 19 декември същата година. През ноември 1945 г. президентът на Югославия Йосип Броз Тито дава интервю за The Times, в което подчертава, че „югославският народ изпитва топли и дълбоки симпатии, приятелство и братство с народите на Съветския съюз. Но няма нищо изключително в това“, акцентирайки върху намерението на страната да запази своята независимост.
От 1945 до 1948 г. Югославия подписва договори за приятелство и взаимопомощ с почти всички източноевропейски държави. Югославия и Съветският съюз подписват своя Договор за приятелство и сътрудничество на 11 април 1945 г. в Москва. Коминформ (Информационното бюро на комунистическите и работническите партии) първоначално се намира в Белград.

#### Разцеплението на Тито и Сталин 1948 г.
През първите две години след войната отношенията между ФНР Югославия и съветското ръководство, което през този период се опитва да задоволи изискванията на западните съюзници на СССР в Европа, не са напълно свободни от разногласия по редица въпроси. Това включва териториалните претенции на Югославия към Свободната територия на Триест и част от австрийска Каринтия, населена с каринтийски словенци, усилията на Тито да играе водеща роля в целия Балкански регион, както и отказа на Сталин да подкрепи решително гръцките комунисти в Гръцката гражданска война, активно подкрепяни от Югославия, България и Албания.
Драстично влошаване на отношенията настъпва в началото на 1948 г. В Москва се смята, че след като стане ясно, че Тито е загубил съветското одобрение, той ще се срути. Изгонването на Югославия от Коминформа всъщност я изключва от международната асоциация на социалистическите държави, докато други социалистически държави в Източна Европа по-късно преминават през чистки срещу предполагаемите „титовици“. Изправена пред икономическа блокада от Източния блок и възможността за военна атака, Югославия търси помощ от Запада, главно от Съединените щати.
Сталин взема въпроса лично и се опитва, безуспешно, да убие Тито на няколко пъти. Успешната съпротива на Тито срещу Сталин през 1948 г. увеличава неговата популярност както в Югославия, така и по света, и дефинира бъдещите отношения между СССР и Югославия. С влошаването на отношенията югославското представителство в ООН дори обвинява Съветския съюз, че е започнал Корейската война.

#### Югославско–съветска нормализация след смъртта на Сталин
Югославско-съветската нормализация след смъртта на Сталин е повлияна от процеса на десталинизация, създаването на Движението на необвързаните и е символизирана с размяна на писма през март 1955 г., когато Тито и Хрушчов се съгласяват да се срещнат в Белград.
Социалистическото самоуправление, въпреки че никога не е било формално прието от нито една държава от Източния блок, се проявява като популярна идея в Полската народна република, Чехословашката социалистическа република и Унгарската народна република.
Президентът на Югославия Тито дори участва в Конференцията на Варшавския договор през 1967 г. (единственото присъствие на президента на Югославия) в опит да убеди страните от Източния блок да подкрепят югославския необвързан съюзник Египет по време на Шестдневната война, като Югославия също така предлага да позволи на държавите да използват нейното въздушно пространство за доставка на военна помощ.
Новият период на антагонизъм започва през 1968 г. с интервенцията на Варшавския договор в Чехословакия. Въпреки че Югославия е подкрепила вербално съветската интервенция в Унгария през 1956 г., тя категорично осъжда инвазията в Чехословакия, която е възприемана като страна с особено близки отношения с Югославия. На 12 юли 1968 г. президентът на Югославия Йосип Броз Тито дава интервю за египетския всекидневник Al-Ahram, в което заявява, че вярва, че съветските лидери не са „толкова късогледи хора [...] които биха провеждали политика на сила, за да решават вътрешните проблеми на Чехословакия“.
Президентът Тито посещава Прага на 9 и 10 август 1968 г., само дни преди интервенцията, като по това време в Белград се събират над 250 000 демонстранти, след като интервенцията започва. Югославия предоставя убежище на много чехословашки граждани (мнозина по време на отпуск) и политици, включително Ота Шик, Йири Хайек, Франтишек Власац и Штефан Гашпарик. По време на и след инвазията хиляди граждани на Чехословакия използват Югославия като основен път за емиграция към западни държави.
Отношенията отново се подобряват след 24-ия конгрес на Комунистическата партия на Съветския съюз през 1971 г., с новата съветска международна политика към Съединените щати и Движението на необвързаните и положителното отношение на Югославия към съветската политика на деескалация и сътрудничество със Запада. На 5 юни 1972 г. Йосип Броз Тито получава ордена Ленин, най-високото национално отличие на Съветския съюз.
Югославската дипломация отново преживява тръс след съветската интервенция в Афганистан през 1979 г., която, подобно на Югославия, по това време е неутрална социалистическа страна извън Варшавския договор. Югославия официално осъжда съветската интервенция и изразява „учудване“ и „дълбока загриженост“ относно събитията в Афганистан. Интервенцията се случва, когато здравословното състояние на президент Тито се влошава, като се възприема, че Москва чака Тито да умре, за да възобнови натиска си върху Белград.